# Protoxestus australicus
Protoxestus australicus là một loài bọ cánh cứng trong họ Cerylonidae. Loài này được Sen Gupta miêu tả khoa học năm 1973.